# أبو سليط بن عمرو
أبو سليط أسيرة بن عمرو بن قيس بن مالك النجاري الخزرجي الأنصاري صحابي جليل من بني النجار من الأنصار شهد مع النبي محمد ﷺ غزوة بدر وغزوة أحد. وقال ابن عبد البر: «شهد أبو سليط بدراً وما بعدها من المشاهد مع النبي صل الله عليه وسلم وأمه أمنة بنت عجرة من قبيلة بلي وهي أخت الصحابي كعب بن عجرة».